# 恋の病と野郎組
『恋の病と野郎組』（こいのやまいとやろうぐみ）は、2019年7月20日から9月21日までBS日テレで、毎週土曜23時30分から放送されていたテレビドラマである。
2020年1月4日・5日には、『爆笑事件簿・新春SP』として全10話に新撮を加えた特別版が、日本テレビ（地上波）で放送された。
2022年1月25日から3月29日まで、日本テレビ（地上波）の「シンドラ」枠にてSeason 2が放送されていた。

## 概要
共学校に通っているものの、男女比の都合で作られた全員男子のクラス、通称「野郎組」に在籍する高校生8名を主人公とする、1話完結型の学園ラブコメディ。冴えない日々を送る彼らが「女子と話せない病」を患いながらも女子と近付き、あわよくば彼女を作るために一致団結して奮闘するさまが描かれている。
『もみ消して冬〜わが家の問題なかったことに〜』の丸谷俊平が演出、『ゼロ 一獲千金ゲーム』の川邊優子が脚本を担当した。
ジャニーズJr.のメンバー8人とジャニーズWESTの濵田崇裕が出演する。主題歌はこの作品のために書き下ろされた、HiHi Jetsの「ZENSHIN」。
2020年2月26日に、DVD BOXとBlu-ray BOX発売。

## あらすじ
《Season1》
若佐第一高校・2年G組、通称「野郎組」。共学校であるはずにもかかわらず、そのクラスには男子生徒しかいなかった。
そして、野郎組の生徒八名は男子クラスであるが故に「女子と話せない病」を発症していた。
「女子と話せない病」を治すため、あわよくば彼女を作るため！ 八人の東奔西走青春物語が始まる。
《Season2》
三年生に進級した野郎組のメンバーは、3年G組野郎組としてまたしても男子のみのクラスに送られる。そして、またしても「女子と話せない病」を発症していた。
そんな中、新たに2年G組野郎組となった後輩たちに、「野郎組の先輩たちは実はモテモテ」という噂が流れていることを知る。
噂を本当にするため、今度こそ彼女を作るため、再び野郎組の八人は立ち上がる。

## 登場人物
Season1、Season2

### 若佐第一高校

#### 野郎組
一条 大地（いちじょう だいち）
演 - 髙橋優斗（HiHi Jets）
所属 : 2年G組→3年G組／部活 : 帰宅部
あだ名 : ジョー
野郎組のリーダー的存在。女子にガツガツ行きたい自信家で、早とちりしがち。
太い眉毛がチャームポイント。Season1第1話主人公。
二葉 桜太郎（ふたば おうたろう）
演 - 佐藤龍我（美 少年）（Season1）→ 川﨑皇輝（少年忍者）（Season2）
所属 : 2年G組→3年G組
あだ名 : フタちゃん
少々アホだが、明るく無邪気なお坊ちゃん。
依存気味のスマホの暗証番号は「281031（フタバ天才）」。Season1第2話主人公。
三村 蓮（みむら れん）
演 - 中村嶺亜（7 MEN 侍）
所属 : 2年G組→3年G組／部活 : 文芸部
あだ名 : ミムりん
文系毒舌キャラでやや中二病。脚本をたしなんでいる。
代表作は「刹那に光るカノープス」略してセツカノ。Season1第3話主人公。
四谷 翼（よつや つばさ）
演 - 織山尚大（少年忍者）
所属 : 2年G組→3年G組
あだ名 : ヨツヤ
大のアニメオタク。普段はおとなしく目立たない性格だが、マジカルアイドル・近衛アイのことになると豹変する。Season1第4話主人公。
五島 律（ごとう りつ）
演 - 猪狩蒼弥（HiHi Jets）
所属 : 2年G組→3年G組／部活 : 軽音部
あだ名 : ゴトゥー
俺様ナルシストだが、実は気が小さい。
軽音部所属で、2年次の文化祭では「野郎組バンド」を結成していた。Season1第5話主人公。
六反田 陽汰（ろくたんだ ひなた）
演 - 岩﨑大昇（美 少年）
所属 : 2年G組→3年G組
あだ名 : ロクちゃん
クラスの優等生で、真面目で心やさしい性格。
七瀬とは中学のときからの友人。面食いの自覚がある。Season1第6話主人公。
七瀬 誠（ななせ まこと）
演 - 作間龍斗（HiHi Jets）
所属 : 2年G組→3年G組／部活 : サッカー部
あだ名 : ナナセ
サッカー部に所属。飄々として空気が読める男だが、些細なことが気になって我慢せずにはいられない一面も。
Season1第7話主人公。
八代 凛太朗（やしろ りんたろう）
演 - 正門良規（Aぇ! group）
所属 : 2年G組→3年G組／部活 : 剣道部
あだ名 : やっしー
クラスの強面で、剣道部に所属するなんちゃってヤンキー。
愛犬のキャンディちゃんの写真を見ると心が落ち着く。Season1第8話主人公。

#### フレッシュ野郎組
九賀 樹（くが いつき）
演 - 内村颯太（少年忍者）
所属 : 2年G組／部活 : サッカー部
2年生。お調子者で甘え上手の弟キャラ。
サッカー部で七瀬の後輩。
十文字 雄大（じゅうもんじ ゆうだい）
演 - 黒田光輝（少年忍者）
所属 : 2年G組／部活 : 剣道部
2年生。明るく人懐っこい性格。
いわゆる陽キャでややずうずうしい。
十一 奏（といち かなで）
演 - 川﨑星輝（少年忍者）
所属 : 2年G組／部活 : 軽音部
2年生。少々鈍感な所がある。
軽音部に所属しており、五島の後輩にあたる。

### 担任教師
花岡 飛鳥（はなおか あすか）
演 - 濵田崇裕（ジャニーズWEST）
あだ名 : 花セン
野郎組の担任教師でいつも明るい熱血漢。
生徒思いのいい先生ではあるが若干ウザがられている。漫画家の嫁がいる。

### 他クラス生徒
原 アスカ（はら あすか）
演 - 茅島みずき
若佐第一高校の男子生徒憧れの的。ミス若佐第一準グランプリ。バレエを習っている。野郎組の中に好きな人がいる。
Season1第1話ヒロイン。
倉木 ユリ（くらき ゆり）
演 - 出口夏希
二葉の中学時代の同級生。携帯を没収されメッセージの返信が遅れた二葉のことを振る。Season1第2話ヒロイン。
山田（やまだ）
演 - 小柴陸（関西ジャニーズJr.）
あだ名 : ダーヤマ
唯一の演劇部員兼部長。第3話ゲスト。
千夏（ちなつ）
演 - 川床明日香
元演劇部。山田に好意を抱いている。Season1第3話ヒロイン。
矢野 真奈美（やの まなみ）
演 - 岡本莉音
野郎組と資料室の掃除をした女子生徒。四谷とおなじ、アニメキャラクター”近衛アイ”が好き。Season1第4話ヒロイン。
藤田 リサ（ふじた りさ）
演 - 田鍋梨々花
ミス若佐第一グランプリ。五島とおなじビジュアル系バンドが好きで、ビジュアル系の彼氏がいる。Season1第5話ヒロイン。
安達(あだち)
演 - 秋谷百音
腐女子。六反田の恋の相談にのり、応援する。
馬場(ばば)
演 - ついひじ杏奈
腐女子。六反田の恋の相談にのり、応援する。
葵（あおい）
演 - 小川未祐
キンセンカ学園に通う七瀬の元カノ。Season1第7話ヒロイン。
宮本 サキ（みやもと さき）
演 - 駒井蓮
八代が部長を務める剣道部に入部希望の美少女転校生。部活を引退したら八代と付き合うことを約束するが、原に告白されることを期待していた八代に幻滅する。Season1第8話ヒロイン。
星野 シオリ（ほしの しおり）
演 - 瀧七海
茶道部の部長。十文字の恋の相手で、眉毛が太い人がタイプ。
望月リカ
演 - 田中杏奈
2年C組。二葉のファン
坂本アンナ
演 - 原菜乃華
セツカノが大好きな後輩女子。三村が書いた脚本でヒロインを演じることに。
内田レイカ
演 - 河合優実
五島に憧れる軽音部のツンデレ女子。
権藤アユミ
演 - 永瀬莉子
サッカー部のマネージャー。
君塚まどか
演 - 秋元才加

## ストーリー用語
若佐第一高校
男女共学の高校。夏制服は白のシャツに男子はグレンチェックのボトムス、女子は同柄のスカート。
冬制服はそれにブレザーとタイ、リボンタイが加わる。
野郎組
共学の若佐第一高校に存在する、男子のみで構成された魔のクラス。
G8
フレッシュ野郎組の間で噂となっている、去年の2年G組野郎組モテモテ八人組の名称。
国際会議とは何も関係はない。命名は五島。
女子と話せない病
野郎組の生徒が女子と話そうとすると動悸や息切れに襲われる病。命名は八代。
ある程度「話せない病」を克服する方法は存在する。
また、野郎組の生徒なら誰でも罹患する訳ではない。
刹那に光るカノープス
三村が一年の頃に書いた中二病全開の脚本。略称「セツカノ」。
マジカルアイドル近衛アイ(声-星谷美緒)
四谷の大好きなアニメの主人公で、四谷の理想の彼女でもある。
身長160cm、体重はりんご120個分。頑張り屋さんで仲間思い、趣味はブラウニー作り。
マジックゼロ
五島が一年の頃に組んでいたビジュアル系バンド。五島以外のメンバーは野球に目覚め、解散した。
野郎組バンド
五島のために急ごしらえで結成したバンド。五島がボーカル、八代がギター、三村がベース、七瀬がドラムを担当する。
若佐第一七不思議
現時点で階段百参りが存在しており、その内容は階段を百往復すると願いが叶うというもの。なお八代の創作。
キャンディちゃん
八代の家で飼っている犬。八代が溺愛しており、「ちゃん」をつけずに呼ぶと怒られる。

## 放送リスト

### Season 1
| 放送回 | 放送日        | 主人公                 | ヒロイン               |
| ------ | ------------- | ---------------------- | ---------------------- |
| 第1話  | 2019年7月20日 | 一条大地（髙橋優斗）   | 原アスカ（茅島みずき） |
| 第2話  | 7月27日       | 二葉桜太郎（佐藤龍我） | 倉木ユリ（出口夏希）   |
| 第3話  | 8月03日       | 三村蓮（中村嶺亜）     | 千夏（川床明日香）     |
| 第4話  | 8月10日       | 四谷翼（織山尚大）     | 矢野真奈美（岡本莉音） |
| 第5話  | 8月17日       | 五島律（猪狩蒼弥）     | 藤田リサ（田鍋梨々花） |
| 第6話  | 8月24日       | 六反田陽汰（岩﨑大昇） |                        |
| 第7話  | 8月31日       | 七瀬誠（作間龍斗）     | 葵（小川未祐）         |
| 第8話  | 9月07日       | 八代凛太朗（正門良規） | 宮本サキ（駒井蓮）     |
| 第9話  | 9月14日       | 各話主人公             | 各話ヒロイン           |
| 第10話 | 9月21日       | 一条大地（髙橋優斗）   | 原アスカ（茅島みずき） |

### Season 2
| 放送回 | 放送日        | 主人公                 | ヒロイン               |
| ------ | ------------- | ---------------------- | ---------------------- |
| 第1話  | 2022年1月25日 | 一条大地（髙橋優斗）   | 星野シオリ（瀧七海）   |
| 第2話  | 2月01日       | 二葉桜太郎（川﨑皇輝） | 望月リカ（田中杏奈）   |
| 第3話  | 2月08日       | 三村蓮（中村嶺亜）     | 坂本アンナ（原菜乃華） |
| 第4話  | 2月15日       | 四谷翼（織山尚大）     |                        |
| 第5話  | 2月22日       | 五島律（猪狩蒼弥）     | 内田レイカ（河合優実） |
| 第6話  | 3月01日       | 六反田陽汰（岩﨑大昇） | 権藤アユミ（永瀬莉子） |
| 第7話  | 3月08日       | 七瀬誠（作間龍斗）     | 君塚まどか（秋元才加） |
| 第8話  | 3月15日       | 八代凛太朗（正門良規） | 宮本サキ（駒井蓮）     |
| 第9話  | 3月22日       | 各話主人公             |                        |
| 第10話 | 3月29日       | 各話主人公             | 各話ヒロイン           |

## 漫画
『恋の病と野郎組 Season2』のコミカライズが「Palcy」（講談社・pixiv）にて、2022年1月25日より7月26日まで連載。テレビドラマのコンテンツの1つとして、地上波にて放送後に同アプリにて配信が行われた。ドラマ同様のストーリー、登場人物が描かれている。漫画はウラが担当。
- NTV / J Storm（原作）・ウラ（漫画）『恋の病と野郎組 Season2』講談社〈KCデラックス〉、全2巻
  - 上巻 2022年8月12日発売[28][26]、ISBN 978-4-06-529248-8
  - 下巻 2022年10月13日発売[27]、ISBN 978-4-06-529668-4